# Myrmeleon wrighti
Myrmeleon wrighti är en insektsart som beskrevs av Banks 1930. Myrmeleon wrighti ingår i släktet Myrmeleon och familjen myrlejonsländor. Inga underarter finns listade i Catalogue of Life.